# Stylopauropus karamani
Stylopauropus karamani är en mångfotingart som beskrevs av Paul Auguste Remy 1962. Stylopauropus karamani ingår i släktet skaftfåfotingar, och familjen fåfotingar. Inga underarter finns listade i Catalogue of Life.